# Finlands damlandslag i amerikansk fotboll

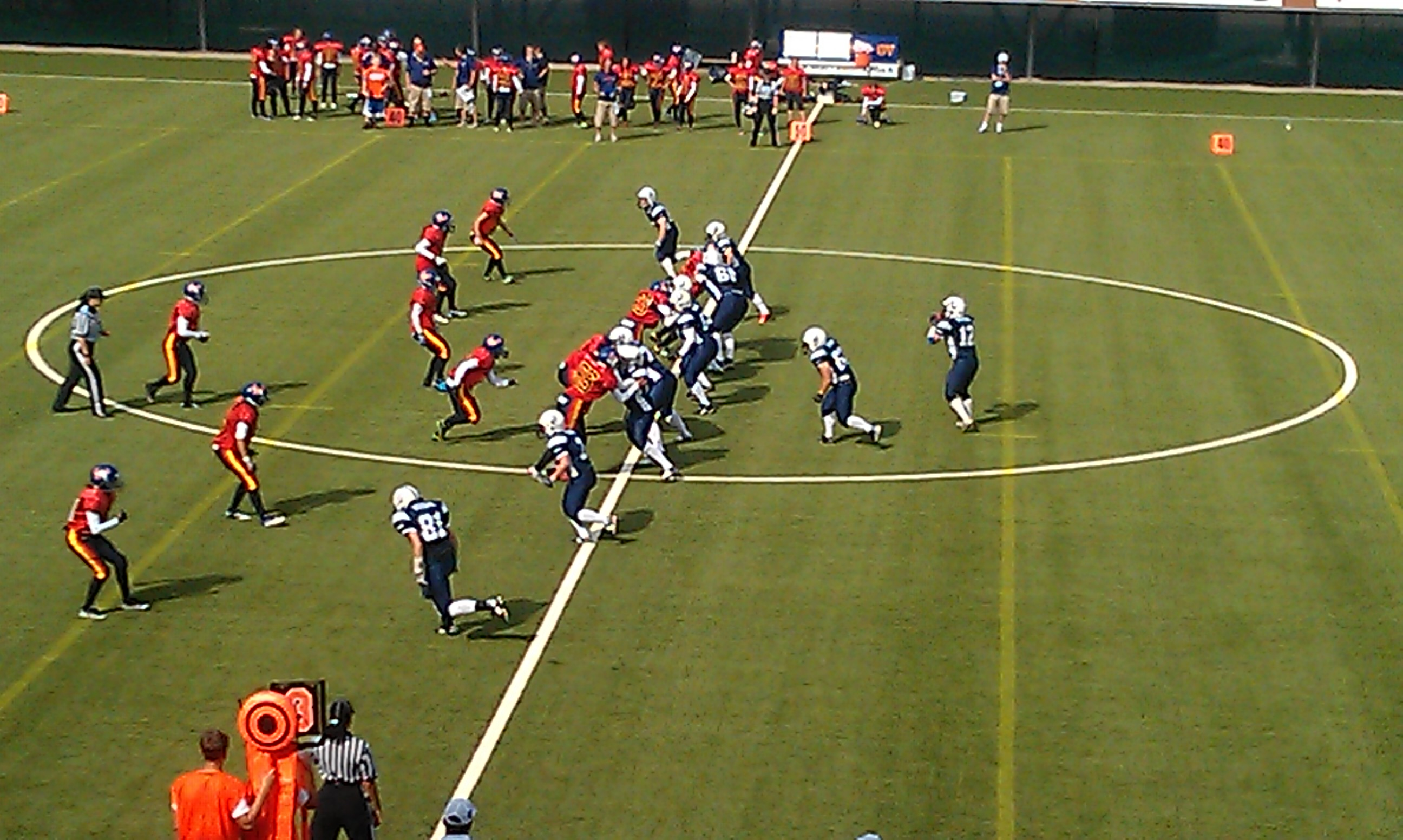
Finland möter Spanien i en VM-match 2013 i Vanda.

Finlands damlandslag i amerikansk fotboll representerar Finland i amerikansk fotboll på damsidan. Finland har tagit VM-brons 2010 och 2013 samt EM-guld 2015, man vann även 2019 års Europamästerskap före Sverige.
Landslaget spelade sin första landskamp den 4 oktober 2008. Sverige besegrades då med 64–0 på Finnair Stadium i Helsingfors. Landskampen, samtidigt Sveriges första damlandskamp i amerikansk fotboll, var dessutom den första officiella damlandskampen inom sporten överhuvudtaget.
I den första VM-turneringen 2010 besegrade Finland Tyskland i bronsmatchen med 26–18 på Zinkensdamms IP i Stockholm. I den andra VM-turneringen 2013 besegrade Finland återigen Tyskland i bronsmatchen, den gången med siffrorna 20–19, på hemmaplan i Vanda.
Den första damfinalen på EM-nivå spelades i Granada i Spanien i augusti 2015. Finland besegrade Storbritannien med 50–12 och Jenni Linden valdes till bästa spelare i finalen.